# Илия Дончев
Илия Дончев е бивш български футболист, нападател.
Играл е за Тича от 1932 до 1943 г. Има 158 мача и 69 гола в градското и областно първенство на Варна и в републиканското първенство на България. Шампион на страната през 1938, вицешампион през 1935, 1936 и 1939 г. Има 2 мача за „А“ националния отбор.